# Renato Cappellini
Renato Cappellini (Soncino, 1943. október 9. –) válogatott olasz labdarúgó, csatár.

## Pályafutása

### Klubcsapatban
1963 és 1968 között az Internazionale labdarúgója volt, ahol egy olasz bajnoki címet szerzett és tagja volt az 1966–67-es idényben BEK-döntős csapatnak. 1964–65-ben a Genoa együttesében szerepelt kölcsönben. 1968–69-ben a Varese, 1969 és 1974 között az AS Roma, 1974 és 1976 között a Como játékosa volt. 1976–77-ben a svájci Chiasso csapatában fejezte be az aktív játékot.

### A válogatottban
1967-ben két alkalommal szerepelt az olasz válogatottban és egy gólt szerzett.

## Sikerei, díjai
Internazionale
- Olasz bajnokság (Serie A)
  - bajnok: 1965–66
- Bajnokcsapatok Európa-kupája (BEK)
  - döntős: 1966–67

## Statisztika

### Mérkőzései az olasz válogatottban
| Olaszország | Olaszország       | Olaszország            | Olaszország | Olaszország | Olaszország | Olaszország  | Olaszország | Olaszország |
| #           | Dátum             | Helyszín               | Hazai       | Eredmény    | Vendég      | Kiírás       | Gólok       | Esemény     |
| ----------- | ----------------- | ---------------------- | ----------- | ----------- | ----------- | ------------ | ----------- | ----------- |
| 1.          | 1967. március 22. | Nicosia, GSP Stadion   | Ciprus      | 0 – 2       | Olaszország | Eb-selejtező | -           |             |
| 2.          | 1967. március 27. | Róma, Olimpiai Stadion | Olaszország | 1 – 1       | Portugália  | barátságos   | 1           | 59' 74'     |
|             | Összesen          |                        |             | 2           | mérkőzés    |              | 1           | gól         |